# Gerwalk
GERWALK是Studio Nue在1980-1982年间提出的科幻军事概念，全称为Ground Effect Enforcement of Winged Armament  with Locomotive Knee-joints，可直译为「（带有）机动膝关节（机构的）武器（平台的）地效强化（形态/方案/设备）」。GERWALK最早出现在1982年的《超时空要塞Macross》剧中，指代可变战斗机VF-1 Vakyrie介于战机形态和战斗机器人形态之间的的“地效增强形态”。后明文出现在《超时空世纪Orguss》、《机甲创世纪Mospeada》及超時空要塞系列续作中，同时影响了后世大量的科幻影视、游戏作品。